# Y2AJ
Y2AJ는 WWE의 테그팀 이었다. AJ 스타일스, 크리스 제리코로 구성되어있다. 더 뉴데이의 대결에서 승리하였지만 챔피언쉽에서는 이기지 못해 크리스 제리코가 AJ 스타일스에게 크리스 제리코가 코드 브레이커를 연속으로 날리고 하루만에 해체되었다. 인터뷰에서 제리코가 AJ 스타일스를 비난을 하였다. 그 뒤로 AJ 스타일스는 더 클럽이라는 팀을 결성하고 WWE 챔피언까지 됐지만 크리스 제리코는 케빈 오웬스와 같이 붙어 다니고 있다가 얼마 못 가 해체되었다.